# Chevaux de course à Longchamp
Chevaux de course à Longchamp est un tableau peint par Edgar Degas vers 1871. Il mesure 30 cm de haut sur 40 cm de large. Il est conservé au musée des Beaux-Arts de Boston.